# Takahiro Shikine
Takahiro Shikine, född 7 december 1997 i Yamanashi, är en japansk fäktare som vid OS 2024 ingick i det japanska laget som tog guld i florett.